# Vol 472 de Japan Airlines (1977)
El vol 472 de Japan Airlines va ser un segrest aeri dut a terme per l'Exèrcit Roig Japonès (ERJ) el 28 de setembre de 1977.

## Fets
El Douglas DC-8, en ruta des de París a l'aeroport de Haneda a Tòquio amb 156 persones a bord, va fer escala a Bombai, l'Índia. Poc després d'enlairar de Bombai, cinc membres armats del ERJ, dirigits per Osamu Maruoka, van segrestar l'avió i van ordenar que volés a Dhaka, Bangladesh. En Dhaka, els segrestadors van prendre com a ostatges als passatgers i a la tripulació, exigint 6 milions de dòlars i l'alliberament de nou membres de l'ERC empresonats.
L'1 d'octubre, el primer ministre Takeo Fukuda va anunciar que el govern japonès acceptaria les demandes dels segrestadors, basant-se en el principi que "la vida d'una sola persona pesa més que la terra". Sis dels membres de l'ERC empresonats van ser llavors alliberats.
Un vol noliejat de Japan Airlines va transportar els diners i als sis membres de l'ERC alliberats a Dhaka, on es va produir l'intercanvi el 2 d'octubre. Els segrestadors van alliberar 118 passatgers i membres de la tripulació. El 3 d'octubre, van volar a la ciutat de Kuwait i a Damasc, on van alliberar altres onze ostatges. Finalment, l'avió va volar a Algèria, on va ser confiscat per les autoritats i es van alliberar els ostatges restants.

## Segrestadors i presoners alliberats

### Segrestadors
- Osamu Maruoka (丸岡 修, Maruoka Osamu)
- Norio Sasaki (佐々木規夫, Sasaki Norio), segueix en llibertat.
- Kunio Bandō (坂東 國男, Bandō Kunio), segueix en llibertat
- Jun Nishikawa (西川 純, Nishikawa Jun)
- Haruo Wakō (和光 晴生, Wakō Haruo), no ha estat acusat d'aquest segrest

### Presos alliberats
- Junzō Okudaira (奥平 純三, Okudaira Junzō), segueix en llibertat.
- Tsutomu Shirosaki (城崎 勉, Shirosaki Tsutomu)
- Ayako Daidōji (大道寺 あや子, Daidōji Ayako), segueix en llibertat.
- Yukiko Ekida (浴田 由紀子, Ekida Yukiko)
- Hiroshi Sensui (泉水 博, Sensui Hiroshi)
- Akira Nihei (仁平 映, Nihei Akira), segueix en llibertat.

## Conseqüències
L'incident va contrastar l'enfocament d'Europa i els Estats Units de no negociar amb els terroristes amb l'enfocament del Japó d'apaivagar als terroristes si és necessari. Poc després de l'incident, l'Agència Nacional de Policia del Japó va crear un Equip Especial d'Assalt per a fer front a futurs actes de terrorisme. Diversos dels terroristes del ERJ implicats en el segrest encara no han estat detinguts i es desconeix el seu parador actual.
Osamu Maruoka, que també va dirigir el segrest del vol 404 de Japan Airlines en 1973, va escapar i va romandre fugitiu fins a 1987, quan va ser detingut a Tòquio després d'entrar al Japó amb un passaport fals. Condemnat a cadena perpètua, va morir a la presó el 29 de maig de 2011. Un altre dels segrestadors, Jun Nishikawa, va tornar finalment al Japó, va ser detingut, declarat culpable i condemnat a cadena perpètua.